# Santa Barbara County Courthouse
Het Santa Barbara County Courthouse is het gerechtsgebouw van Santa Barbara County, een van de 58 county's van de Amerikaanse staat Californië. Het bouwwerk, naar een ontwerp van William Mooser III, werd in 1929 voltooid en is een uitzonderlijk voorbeeld van de Spanish Colonial Revival-stijl. Architect Charles Willard Moore noemde het gerechtsgebouw het "meest grandioze Spanish Colonial Revival-bouwwerk dat ooit gebouwd is". Het complex, dat een hele stratenblok in het centrum van Santa Barbara beslaat, werd in 2005 erkend als National Historic Landmark.
Voor de bouw van het huidige bouwwerk stond er op dezelfde plaats een kleiner gerechtsgebouw uit 1872-1888 in Neo-Grecstijl, dat zwaar beschadigd werd door een aardbeving op 29 juni 1925.